# Amorphophallus merrillii
Amorphophallus merrillii är en kallaväxtart som beskrevs av Kurt Krause. Amorphophallus merrillii ingår i släktet Amorphophallus och familjen kallaväxter. Inga underarter finns listade.